# Sant'Eugenio (titre cardinalice)
La diaconie cardinalice Sant'Eugenio est instituée le 12 mars 1960 par le pape Jean XXIII dans la constitution apostolique Sacra maiorum. Elle est rattachée à l'église homonyme, voulue par le pape Pie XII et dédiée à son Saint patron, Saint Eugène et située dans le quartiere Pinciano, à Rome.

## Titulaires
- Antonio Bacci (1960-1971)
- Umberto Mozzoni (1973-1983); titre pro illa vice (1983)
- Paul Poupard (1985-1996)
- Francesco Colasuonno (1998-2003)
- Julián Herranz Casado, (2003-2014); titre pro illa vice (2014-)

### Sources
- (it) Cet article est partiellement ou en totalité issu de l’article de Wikipédia en italien intitulé « Sant'Eugenio (diaconia) » (voir la liste des auteurs).